# Kelurahan Pekayon
Kelurahan Pekayon är en administrativ by i Indonesien.   Den ligger i provinsen Jakarta, i den västra delen av landet, 15 km söder om huvudstaden Jakarta.